# Quintana de la Serena
Pour les articles homonymes, voir Quintana.
Quintana de la Serena ou Ciudad del granito est une commune d’Espagne, dans la province de Badajoz, communauté autonome d'Estrémadure.